# Guillermo Wiedemann
Guillermo Wiedemann (* 8. Mai 1905 in München als Wilhelm Egon Wiedemann; † 25. Januar 1969 in Key Biscayne, Florida) war ein deutsch-kolumbianischer Maler.

## Leben
Er studierte in München an der Akademie der bildenden Künste bei den Professoren Hugo von Habermann und Adolf Schinnerer.
Von 1936 bis 1938 wohnte er in Berlin. Seine Werke wurden von den Nationalsozialisten als entartete Kunst eingestuft, so dass er Opfer von Repressalien wurde. Da er mit einem Malverbot belegt wurde, begann er Fotografie zu studieren.
Aufgrund eines Rates seines Freundes und Fotografieprofessors Otto Moll flüchtete er nach Kolumbien.
Er kam 1939 per Schiff in Buenaventura an, von dort reiste er nach Bogotá weiter. Die tropische Umgebung und die Einwohner Kolumbiens beeinflussten sein künstlerisches Schaffen sehr stark, schon bald nach seiner Ankunft wurde in seinen Werken der Einfluss der veränderte Umgebung sichtbar. Besonders die schwarzen Einwohner übten auf ihn eine besondere Faszination aus und sind auch ein Motiv vieler seiner Bilder.
Im September 1940 gab es die erste Ausstellung seiner Werke in Kolumbien, in der Nationalbibliothek wurden einige seiner Aquarelle präsentiert. Hierfür erntete er viel Anerkennung, so dass es ihm in den folgenden Jahren und Jahrzehnten gelang sich zu einem der bedeutendsten Maler Kolumbiens zu entwickeln.
Im Laufe seines Lebens wurden seine Werke immer abstrakter, die gegenständlichen Motive, die in seinen früheren Bildern noch zu finden waren, verschwanden in seinen späteren Werken ganz.
1946 wurde er kolumbianischer Staatsbürger.
In den folgenden Jahren und Jahrzehnten nahm er mit seinen Werken an unzähligen Ausstellungen in Süd- und Nordamerika und Europa teil.
Ab 1965 begann er an Parkinson zu leiden, wodurch er nicht mehr mit der gleichen Energie wie früher weiterarbeiten konnte. Er starb am 25. Januar 1969 in Key Biscayne, Florida.